# 狮子门 (维罗纳)

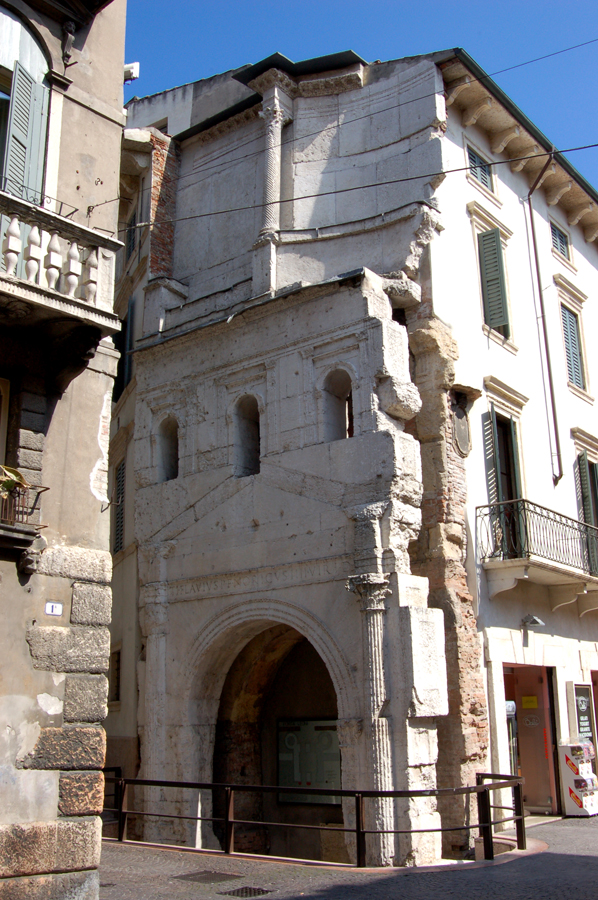
狮子门

狮子门（Porta Leoni）是意大利北部城市维罗纳的一座古罗马城门。
狮子门建于罗马共和国时期，在罗马帝国时期重建。它连接通往博洛尼亚和阿奎莱亚的道路。
在中世纪，它称为“圣费尔莫门”（Porta San Fermo），得名于附近的教堂。现在的名称源于一个装饰以两只狮子的罗马古墓。